# Копачевский сельсовет
Копачевский сельсовет — административная единица на территории Мстиславского района Могилёвской области Белоруссии. Административный центр - агрогородок Копачи.

## История
В 2013 году в состав сельсовета вошли 14 населённых пунктов упразднённого Лютненского сельсовета.

## Состав
Копачевский сельсовет включает 27 населённых пунктов:
- Асмоловичи — деревня.
- Баньковщина — деревня.
- Бастеновичи — агрогородок.
- Безгачево — деревня.
- Будогощь — деревня.
- Быстрица — деревня.
- Гимботовка — деревня.
- Гуторовщина — деревня.
- Деснокита — деревня.
- Дубасно — деревня.
- Залесье — деревня.
- Ксензовщина — деревня.
- Клин — деревня.
- Козловка — деревня.
- Кондратовск — деревня.
- Копачи — агрогородок.
- Космыничи — деревня.
- Красная Поляна — деревня.
- Красный Берег — деревня.
- Лютня — деревня.
- Рассвет — деревня.
- Старое Село — деревня.
- Судовщина — деревня.
- Чернилово — деревня.
- Шамовщина — деревня.
- Ширки — деревня.

Упразднённые населённые пункты:
- Кокотово — деревня[1].

## Достопримечательность
- Храм в честь Покрова Пресвятой Богородицы в аг. Бастеновичи